# Вихор Абрикосова
Вихор Абрикосова — локальна область проникнення магнітного поля в надпровідник, і, відповідно, область нормальної фази в надпровідниковій. Вихори Абрикосова виникають в надпровідниках в магнітному полі, напруженіть якого вища за перше критичне {\displaystyle H_{c1}}, але нижча за друге критичне {\displaystyle H_{c2}}. Зазвичай вихори Абрикосова містять один квант магнітного потоку. Іноді вихори Абрикосова називають флюксонами.
Вихор складається із нормальної серцевини (кора), куди проникає магнітне поле і протяжної зовнішньої області, в якій напруженість магнітного поля спадає експоненційно. Назва "вихор" зумовлена тим, що навколо кори в надпровідній фазі протікають циклічні струми, магнітне поле яких протилежне напрямку поля у вихорі й компенсує його на віддалі від серцевини.
Вихори Абрикосова в однорідному надпровіднику без дефектів утворюють ґратку, здебільшого гексагональну (нестрого — трикутну). При пропусканні струму через надпровідник вихори дрейфують, однак цей дрейф може зупинитися, якщо вихор прив'язується до дефекта. Це прив'язування називають пінінгом.
Існування вихорів передбачив Олексій Олексійович Абрикосов, лауреат Нобелівської премії з фізики за 2003, отриманої за вклад у створення теорії надпровідників II-роду.